# (32400) 2000 QK220
2000 QK220 (asteroide 32400) é um asteroide da cintura principal. Possui uma excentricidade de 0.05674600 e uma inclinação de 10.76054º.
Este asteroide foi descoberto no dia 21 de agosto de 2000 por LONEOS em Anderson Mesa.